# Polymerus nigrita
Polymerus nigrita är en insektsart som först beskrevs av Carl Fredrik Fallén 1807.  Polymerus nigrita ingår i släktet Polymerus, och familjen ängsskinnbaggar. Arten är reproducerande i Sverige.